# البينوبود
البينوبود (المعروفة أيضا باسم بينوبود و اليتيردومز) هي النتوءات الطلائية الخلوية القمية للرحم.

ويكون للبينوبود دور احتسائي (ومن هنا كان اسم بينوبود - الاسم اليوناني "لقَدم الشُرب")، بالإضافة إلى دور إفرازي، ومع ذلك فإن فائدتها كعلامة على استجابة بطانة الرحم لا تزال تناقش في الأدبيات الحالية.
و يمتص البينوبود أيضًا سائل الرحم، ويؤثر هذا ’الشفط‘، بتقريب الكيسة الأريمية إلي بطانة الرحم وتثبيتها.